# Lago Zvornik
El lago Zvornik (Zvorničko jezero) es un lago artificial en Mali Zvornik, distrito de Mačva, Serbia. Fue creado después de la construcción de una central hidroeléctrica en 1954.